# Ер (Ардени)
Ер (фр. Aire) насеље је и општина у североисточној Француској у региону Шампањ-Арден, у департману Ардени која припада префектури Ретел.
По подацима из 2011. године у општини је живело 215 становника, а густина насељености је износила 34,18 становника/km². Општина се простире на површини од 6,29 km². Налази се на средњој надморској висини од 70 метара.

## Демографија
| 1962. | 1968. | 1975. | 1982. | 1990. | 1999. | 2011. |
| ----- | ----- | ----- | ----- | ----- | ----- | ----- |
| 177   | 182   | 180   | 160   | 163   | 205   | 215   |

График промене броја становника у току последњих година